# Margo (Cypr)
Margo (gr. Μαργό) – wieś w Republice Cypryjskiej, w dystrykcie Nikozja.